# Horky (district de Svitavy)
Pour les articles homonymes, voir Horky.
Horky (en allemand : Horek) est une commune du district de Svitavy, dans la région de Pardubice, en Tchéquie. Sa population s'élevait à 135 habitants en 2022.

## Géographie
Horky se trouve à 7 km au sud-est du centre de Vysoké Mýto, à 25 km au nord-ouest de Svitavy, à 36 km au sud-est de Pardubice et à 131 km à l'est-sud-est de Prague.
La commune est limitée par Tisová au nord-ouest, par České Heřmanice au nord-est et à l'est, par Bohuňovice au sud, et par Cerekvice nad Loučnou au sud-ouest et à l'ouest.

## Histoire
La première mention écrite du village date de 1226.

## Galerie

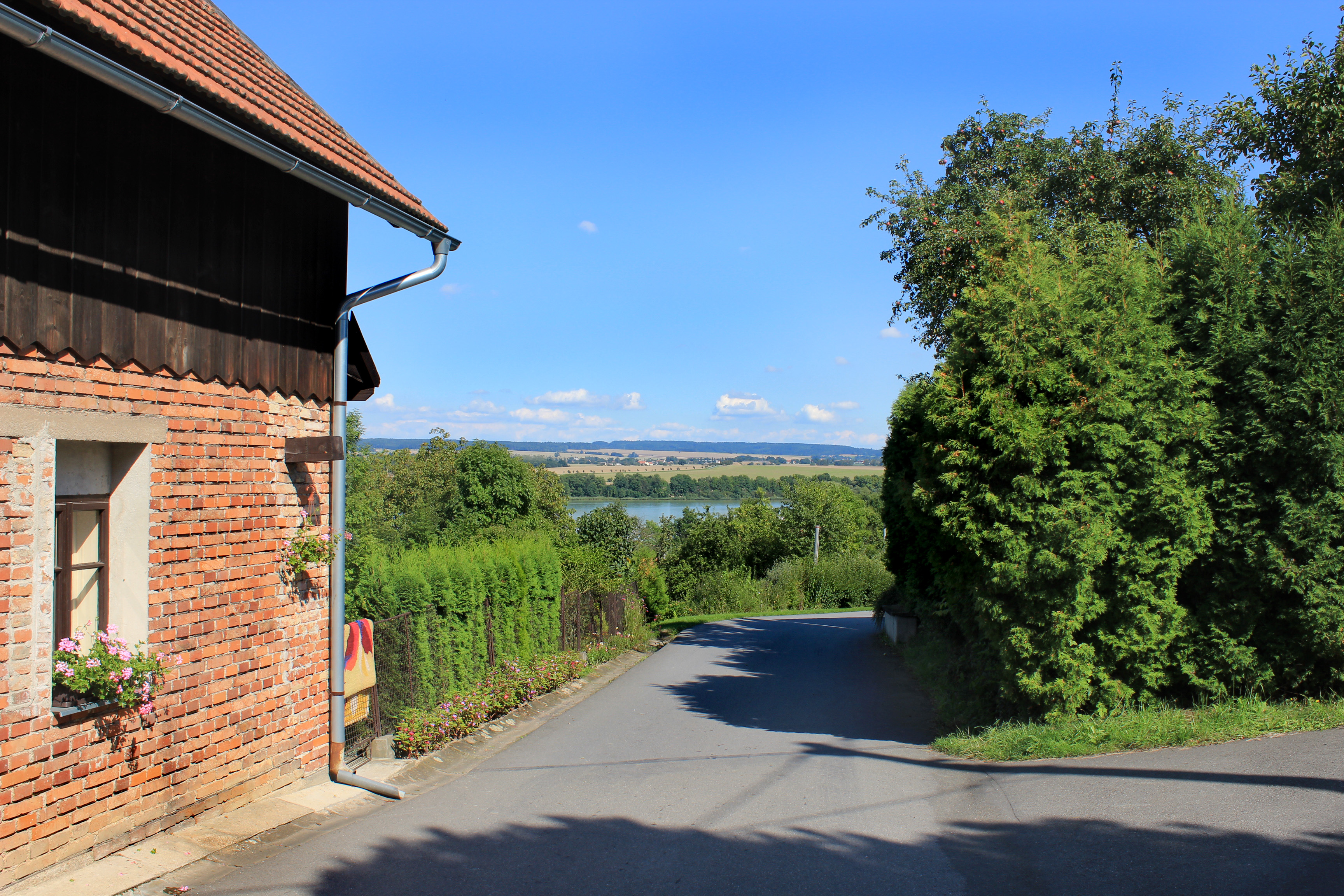
Horky : route de Netřeby.
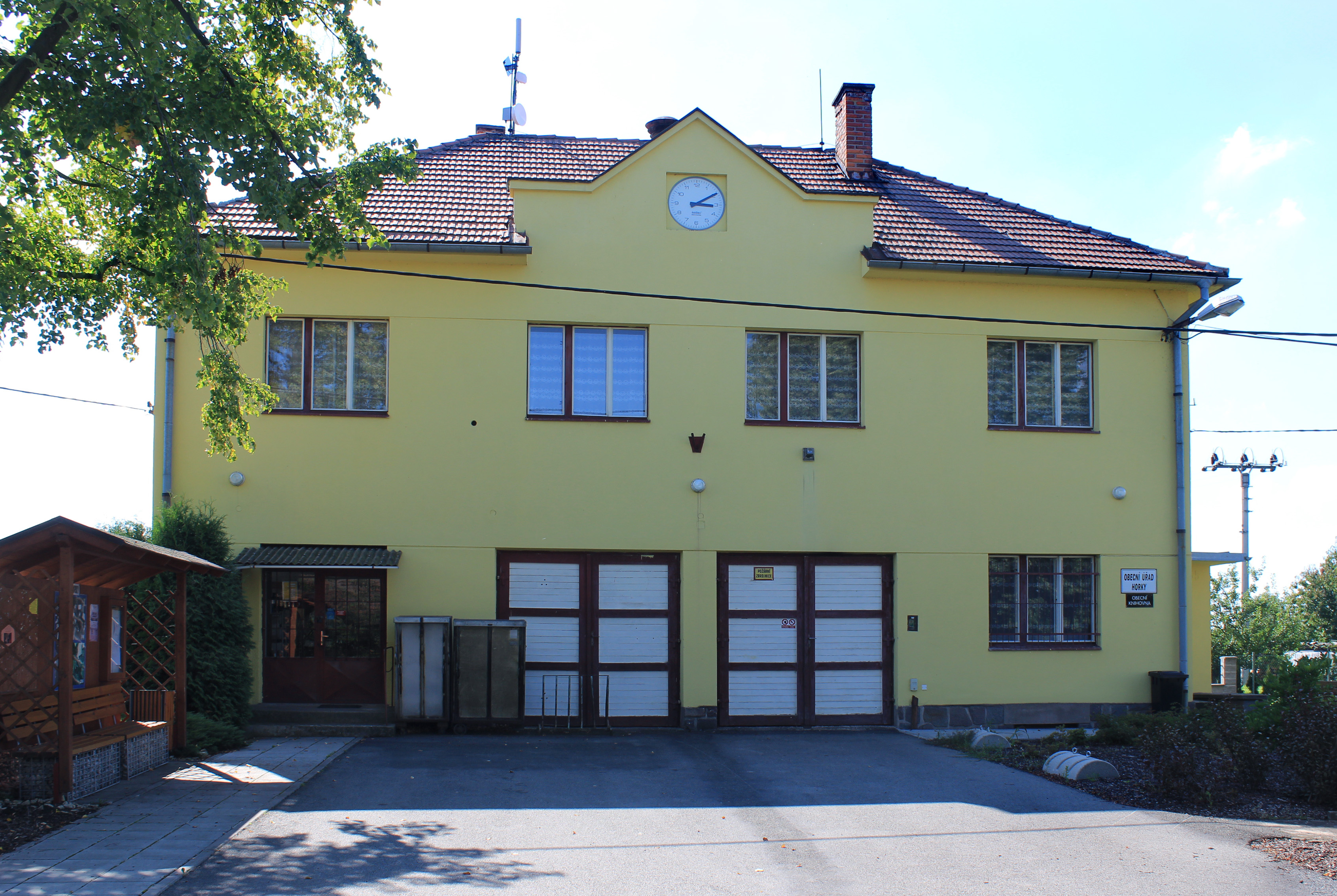
Horky : la mairie.

## Transports
Par la route, Horky se trouve à 10 km de Litomyšl, à 27 km de Svitavy, à 44 km de Pardubice et à 158 km de Prague. 